# MDI Energia
MDI Energia S.A. (dawniej: Skystone Capital SA, d. BBI Zeneris S.A.; BBI Zeneris Narodowy Fundusz Inwestycyjny SA, Foksal Narodowy Fundusz Inwestycyjny SA) – spółka notowana na Giełdzie Papierów Wartościowych w Warszawie, zawiązana w 1995 przez Skarb Państwa jako jeden z narodowych funduszy inwestycyjnych.
W październiku 2013 roku spółka zmieniła nazwę na Skystone Capital SA.
W grudniu 2015 roku spółka zmieniła nazwę na MDI Energia SA.
Spółka koncentruje się na wyszukiwaniu, ocenianiu, przygotowywaniu, organizowaniu i realizowaniu inwestycji mających na celu produkcję zielonej energii elektrycznej oraz cieplnej.
Spółka inwestuje w przedsięwzięcia w szeroko pojętym obszarze odnawialnych źródeł energii. Spółka buduje elektrownie wodne, biogazownie oraz elektrociepłownie opalane biomasą.
Obecnie spółka prowadzi działalność przede wszystkim w branży odnawialnych źródeł energii i specjalizuje się w realizacji projektów farm wiatrowych, biogazowni oraz instalacji fotowoltaicznych.